# Canadian-American Hockey League
CAHL (ang. The Canadian-American Hockey League) – Kanadyjsko-Amerykańska Liga Hokeja istniejąca od 1926 do 1936 r. Po sezonie 1935/36, CAHL połączyła się z Międzynarodową Ligą Hokeja (IHL, International Hockey League) tworząc Międzynarodową Amerykańską Ligę Hokeja (ang. International American Hockey League, IAHL), która po wycofaniu się ostatnich drużyn kanadyjskich w 1941 r. zmieniła nazwę na Amerykańską Ligę Hokeja (ang. American Hockey League, AHL).